# Cinorròdon

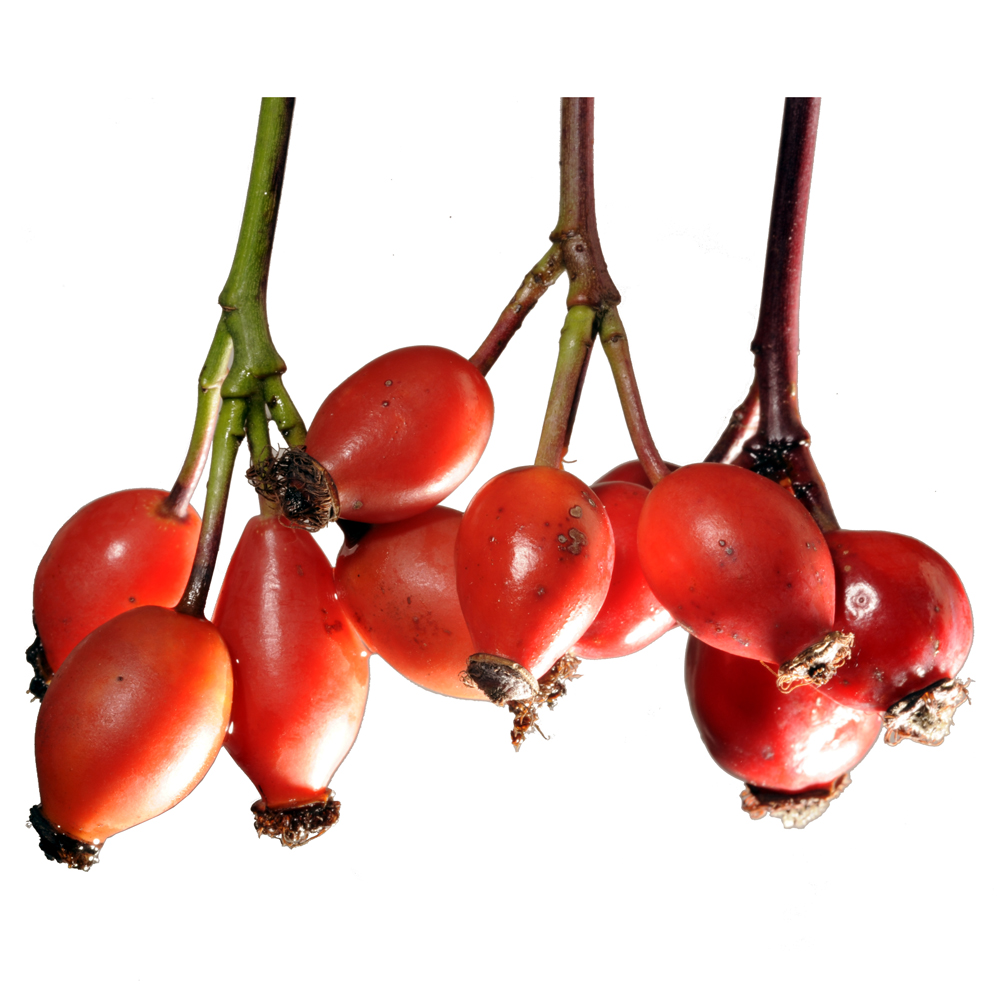
Fruits vermells d'una gavarrera.

El cinorròdon és un fruit complex constituït per un receptacle en forma de copa estreta (anomenat específicament tàlem urceolat) dins del qual hi ha diversos fruits en forma de núcula, amb nombrosos pèls, que al seu interior tenen les llavors.
Els cinorròdons primer són verds i quan maduren prenen tonalitats molt vistoses normalment roges o de color taronja, però que en algunes espècies de roser poden ser porpra o negroses.
També s'anomena gavarró o gratacul quan és el fruit de la gavarrera o roser silvestre, entre altres tipus de rosers.